# Franse Senaatsverkiezingen 1959
De Franse Senaatsverkiezingen van 1965 vonden op 26 april 1959 plaats. Het was de eerste keer dat er Senaatsverkiezingen plaatsvonden tijdens de Vijfde Franse Republiek.
De nieuwe Franse grondwet herstelde de Senaat die daarmee de Conseil de la République (Raad van de Republiek), die na de Tweede Wereldoorlog was ingesteld, verving. Vierentachtig procent van de vroegere leden van de Conseil werden tijdens de Senaatsverkiezingen herkozen. De nederlaag die de linkse partijen bij de parlementsverkiezingen van 1958 hadden geleden herhaalde zich niet bij deze Senaatsverkiezingen: 40% van de zetels bleef in handen van de linkse oppositiepartijen.  

## Uitslag
| Groepering                                    | Afkorting | Zetels | Percentage |
| --------------------------------------------- | --------- | ------ | ---------- |
| Républicains indépendants                     | RI        | 70     | 22,6%      |
| Socialiste                                    | SOC       | 61     | 19,7%      |
| Mouvement républicain populaire               | MRP       | 34     | 11,0%      |
| Union pour la nouvelle République             | UNR       | 37     | 12,0%      |
| Gauche Démocratique                           | GD        | 66     | 21,3%      |
| Centre républicain d'action rurale et sociale | CNIP      | 20     | 6,5%       |
| Niet-ingeschrevenen                           | NI        | 7      | 2,3%       |
| Communiste                                    | COM       | 14     | 4,5%       |
| Totaal:                                       |           | 309    | 100,0 %    |

## Voorzitter
| Afbeelding | Persoon            | Datum van verkiezingen | Opmerking                        |
| ---------- | ------------------ | ---------------------- | -------------------------------- |
|            | Gaston Monnerville | 28 april 1959          | Voorganger: Nieuw ingesteld ambt |